# Anua pallescens
Anua pallescens là một loài bướm đêm trong họ Erebidae.